# سفارة النيجر لدى السعودية
سفارة النيجر لدى السعودية هي الممثلية الدبلوماسية العليا لدولة النيجر لدى المملكة العربية السعودية. تقع السفارة في حي الملك فهد في الرياض.